# USS Bismarck Sea (CVE-95)
Pour les autres navires du même nom, voir USS Alikula Bay.
L'USS Bismarck Sea (CVE-95) est un porte-avions d'escorte de classe Casablanca en service dans l'US Navy durant la Seconde Guerre mondiale.
Initialement désigné Alikula Bay, il est commandé le 17 juillet 1942, sa quille est posée en vertu du contrat de la United States Maritime Commission le 31 janvier 1944 par Kaiser Shipyards, à Vancouver dans l'état de Washington. Il est lancé le 17 avril 1944 parrainé par Mme M. C. Wallgren, épouse du sénateur Monrad Wallgren, et mis en service le 20 mai 1944 avec le capitaine J. L. Pratt au commandement.

## Conception
Le Bismarck Sea mesure 156,13 m de long (longueur hors-tout) ; sa largeur est comprise entre 19,86 m et 32,94 m et son tirant d'eau est de 6,86 m. Son déplacement est de 7 800 t (9 750 t à pleine charge). Ses machines dégagent une puissance de 9 000 ch et alimentent deux hélices qui peuvent porter la vitesse du navire à 19,3 nœuds (35,7 km/h). Le navire emporte 27 aéronefs et sa défense est assurée par un canon de 5 pouces/38 calibres, seize canons de Bofors 40 mm et vingt canons de 20 mm Oerlikon. Son équipage est composé de 860 hommes (hors escadron aéronaval).

## Historique
Durant les mois de juillet et d'août 1944, le Bismarck Sea escorte des convois entre San Diego et les îles Marshall. Après quelques modifications et une formation supplémentaire à San Diego, il fait route vers Ulithi, dans les îles Carolines, pour rejoindre la 7e flotte de l'amiral Thomas C. Kinkaid. Du 14 au 23 novembre 1944, il prend part à la bataille de Leyte et participe au débarquement du Golfe de Lingayen (6-9 janvier 1945). Le 16 février, il opère au large d'Iwo Jima pour soutenir l'invasion.

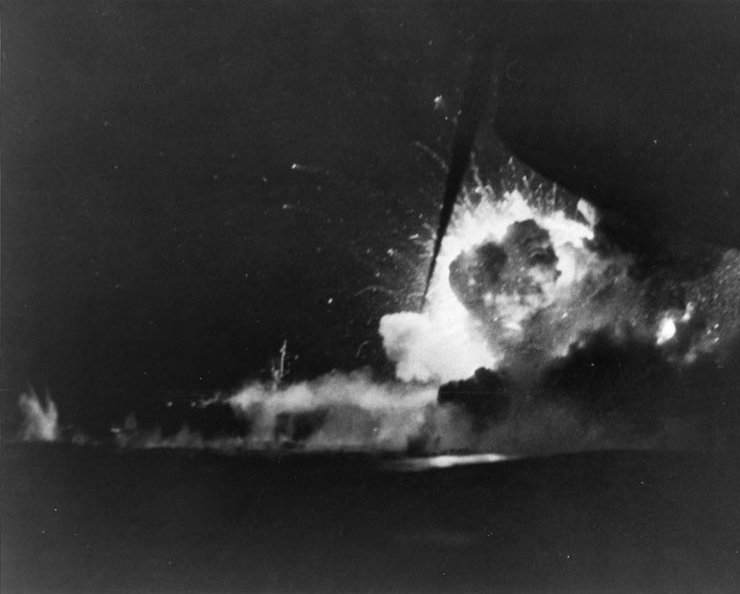
L'USS Bismarck Sea explose après avoir été touché par un kamikaze pendant la nuit du 21 au 22 février 1945, au large Iwo Jima. Photographié du pont de l'.

Le 21 février 1945, malgré une lourde artillerie, le Bismarck Sea est atteint par deux kamikazes japonais, le premier du côté tribord sous le canon Bofors 40 mm, s'écrasant dans le hangar en touchant les magasins du navire. Le feu était quasi sous contrôle lorsque le deuxième avion frappe le puits de l'ascenseur arrière, explosant sous l'impact et détruisant le système de distribution d'eau salée contre les incendies, empêchant tout contrôle du feu. Peu de temps après, l'ordre est donné d'abandonner le navire. Le Bismarck Sea coule à la position géographique 24° 02′ 21″ N, 141° 18′ 49″ E, emportant 318 des 923 hommes d'équipage.
Il est le dernier porte-avions de la Marine américaine à être coulé pendant la Seconde Guerre mondiale. Trois destroyers et trois escorteurs secoururent les 605 survivants pendant plus de 12 heures. Ils furent ensuite transférés sur l'USS Dickens (en) et l'USS Highlands (en),,.
Selon le Dictionary of American Naval Fighting Ships, l'USS Edmonds (en) dirigea les opérations de sauvetage des survivants restants, sauvant 378 hommes dont le commandant, malgré l'obscurité, une mer houleuse et des attaques aériennes continues.
Le Bismarck Sea reçut trois battle stars pour ses opérations au cours de la Seconde Guerre mondiale.

## Commandement
- Captain John Lockwood Pratt du 20 mai 1944 au 21 février 1945.